# Śliczna Katrinela i Piotr Pif-Paf
Śliczna Katrinela i Piotr Pif-Paf (niem. Die schöne Katrinelje und Pif Paf Poltrie) – baśń braci Grimm opublikowana w roku 1815 w ich zbiorze Baśni (tom 2, nr 131). Baśń napisana jest w formie dialogu o nonsensownej treści. 

## Treść[1]
Piotr Pif-Paf prosi o rękę ślicznej Katrineli jej ojca. Ojciec odpowiada, że wyrazi zgodę, jeśli zgodzą się też jej matka, brat, siostra oraz sama Katrinela. Piotr, zgodnie z tą listą, kolejno pyta wszystkich członków rodziny o to samo, a wszyscy odpowiadają mu, ze zgodzą się, jeśli reszta się zgodzi. Na końcu, Piotr pyta o zgodę samą Katrinelę, która też oświadcza, że zgodzi się jeśli inni z jej rodziny się zgodzą. Wówczas Piotr pyta o jej posag. Katrinela odpowiada, że ma czternaście groszy w gotówce, trzy i pół grosza długów, pół funta kaszy, garść rodzynków i kminku. Sama z kolei o jego zawód. On odpowiada, że jest miotlarzem.